# Bir Kiseiba
Bir Kiseiba es un yacimiento arqueológico neolítico en Egipto, que data de aproximadamente del 11.000-5.000 a. C., que se encuentra aproximadamente a 250 km al oeste del Nilo en la Baja Nubia. Excavado por Fred Wendorf, Romauld Schild y Angela Close, Bir Kiseiba, junto con Nabta Playa, tiene algunas de las primeras evidencias de producción de alimentos, asentamientos permanentes y tecnologías más diversas en comparación con los sitios del Tarantiense. Wendorf y asociados argumentan que el ganado y la cerámica estuvieron aquí tan pronto como en cualquier otro lugar de África, aunque esta afirmación ha sido cuestionada. 

## Arqueología
La mayoría de los estudios en la región de Bir Kiseiba se relacionan con el comienzo del Holoceno, cuando hubo un período húmedo de alrededor del 11-10.000 a. C. hasta el 5000 a. C.. Hubo dos temporadas de excavación en Bir Kiseiba, una en 1979 y la segunda en 1980. Se excavaron un total de 13 localidades, dispersas en cuatro lagos desecados de la región de Bir Kiseiba.
Se estudiaron las ocupaciones de todo el Holoceno temprano; sin embargo, se hizo más hincapié en los sitios anteriores ocupados antes del 6500 a. C. debido a los recursos limitados, la ubicación de muchos sitios posteriores a lo largo de los márgenes de las cuencas, ya se habían hecho estudios previos en los sitios posteriores, y solo los sitios anteriores podían proporcionar datos relacionados con la aparición de ganado en el Sáhara. Los primeros asentamientos conocidos en la zona se han datado con radiocarbono entre el 9800 y el 8900 a. C. Los artefactos de estos asentamientos produjeron los restos de ganado y también fragmentos de cerámica con diseños relacionados distantemente con los estilos de los primeros Jartum.

### Restos de fauna
Se encontraron muchos restos faunísticos en cada sitio e incluyen tortugas, lagartos, ranas, aves, erizos del desierto, liebres, jerbos menores, ardillas de tierra rayadas, elefantes, gacelas comunes y grandes bóvidos que Wendorf y sus colegas creían que eran ganado doméstico.
Los restos de bóvidos eran de particular interés. Teniendo en cuenta el contexto en el que se encontraron estos restos, estos podrían ser de Bos primigenius, toros (Bos primigenius taurus), búfalo africano (Syncerus caffer), o una especie de búfalo gigante perteneciente al género Pelorovis. Lamentablemente, los especímenes de Bir Kiseiba no estaban lo suficientemente bien conservados como para realizar un análisis comparativo. Sin embargo, al referirse al tamaño de los restos encontrados, es poco probable que el material provenga de un búfalo gigante. Las mediciones sugieren que estos animales eran al menos tan grandes como el bos primigenius, pero no hay suficiente información sobre el dimorfismo sexual en el tamaño de estos animales. En general, el rango de tamaño de los restos bovinos incluye grandes bovinos (Bovidae) domésticos y pequeños bovinos salvajes.

### Cerámica
Durante el período Neolítico Tardío (ca. 5100-4700 a. C.), aparecieron cerámicas lisas en Bir Kiseiba, algunas de las cuales tenían tapas negras, similares a las cerámicas características del período Predinástico Antiguo en el valle del Nilo.
Aproximadamente 300 fragmentos de cerámica fueron encontrados en los sitios de Bir Kiseiba. No se encontraron vasos enteros o reconstruibles en ningún sitio. Los colores de la superficie de los fragmentos variaban desde rojos, a rojos oscuros, a amarillos-rojos, amarillos-marrones, marrones oscuros y grises-marrones. Los colores del núcleo variaban desde rojos, marrones rojos, marrones oscuros y marrones grises muy oscuros. Los colores de las cerámicas sugieren que fueron cocidas en atmósferas oxidantes. La mayoría de las vasijas parecen haber sido construidas usando una técnica de enrollado y muchas fueron decoradas con varios motivos, siendo el más común el motivo de la alfombra tejida. Los ensamblajes encontrados en Bir Kiseiba son muy similares a los del Neolítico Medio encontrados en Nabta Playa, y ambos caen dentro del estilo de cerámica de Khartoum Horizon.
Se utilizaron 3 técnicas diferentes para decorar la cerámica: impresión, incisión y punción. La impresión fue la más común, siendo usada para producir varios motivos. El motivo más común consiste en impresiones continuas hechas con un peine de dientes cuadrados o rectangulares, o posiblemente el borde dentado de una concha. Esto resulta en un motivo que se ve similar a la cestería y es apropiadamente llamado Estera Tejida.

### Asentamientos
No hay suficientes datos para hacer afirmaciones definitivas sobre los primeros asentamientos que existieron en la región de Bir Kiseiba; sin embargo, Wendorf y sus colegas hacen algunas observaciones.
Se cree que los primeros asentamientos del Holoceno son actualmente campamentos temporales ocupados solo en la época posterior a las lluvias de verano de la región, pero antes de los períodos de aridez. Es entonces cuando habría suficiente vegetación disponible para las poblaciones de pastores, como el ganado y las gacelas. La consistencia de los huesos del ganado apunta a que estos pequeños sitios son campamentos temporales de pastoreo, donde pequeños grupos de personas dejarían que su ganado pastara y posiblemente cazarían otros animales que se encuentran en la zona, como las gacelas y las liebres.

## Controversia
Veintidós huesos de ganado fueron encontrados en la zona de Nabta Playa-Bir Kiseiba. Los excavadores argumentan que estos huesos son de ganado domesticado, basando sus afirmaciones en la reconstrucción de la ecología que muestra condiciones demasiado pobres para los animales grandes sin intervención humana, formando la base del Modelo Wendorf-Schild. Otros han defendido que un entorno capaz de sostener a las gacelas y las liebres tendría suficiente vegetación para sostener a animales grandes como el rinoceronte y el elefante, pudiendo así sostener también al ganado salvaje. Tampoco se conoce ninguna zona ecológica que contenga solo liebres y gacelas, lo que sugiere que los registros faunísticos de la zona son fragmentarios e incompletos.
Las mediciones de los huesos de Nabta Playa y Bir Kiseiba morfológicamente han caído dentro del rango de los uros.
El ADN mitocondrial ha servido de poco para apoyar el modelo Wendorf-Schild, más allá de mostrar que el Bos primigenius salvaje podría ser la fuente principal para el ganado doméstico temprano.